# Kristina Lugn
Kristina Lugn (ur. 14 listopada 1948 w Tierp, Uppland, zm. 9 maja 2020 w Sztokholmie) – szwedzka poetka i dramatopisarka. Od 2006 była członkiem Akademii Szwedzkiej.
Do Akademii Szwedzkiej została wybrana 5 października 2006, uroczysta inauguracja odbyła się 20 grudnia 2006. Zajmuje fotel nr 14, zastępując na tym miejscu Larsa Gyllenstena.

## Nagrody
- 1997 – Karl Vennbergs pris (50 000 koron szwedzkich)[3]

## Wybrana bibliografia
- Om jag inte
- Till min man, om han kunde läsa
- Döda honom!
- Om ni hör ett skott
- Percy Wennerfors
- Bekantskap önskas med äldre bildad herre
- Lugn bara Lugn
- Hundstunden
- Samlat lugn
- Nattorienterarna
- Hej då, ha det så bra